# Ailtirí na hAiséirghe
Ailtirí na hAiséirghe (en español, 'Arquitectos de la Resurrección') fue un partido político radical, nacionalista y fascista de Irlanda, fundado por Gearóid Ó Cuinneagáin en 1942.

## Línea política
El partido proponía una forma de Estado totalitario católico y corporativista. Sus objetivos incluían la creación de un Estado de partido único bajo el gobierno de un líder omnipotente; la criminalización del uso público del idioma inglés; medidas discriminatorias contra los judíos residentes en Irlanda; la construcción de un Ejército masivo de conscriptos y la reconquista de Irlanda del Norte a los británicos. A largo plazo, este partido esperaba convertir a Irlanda en un Estado fascista "misionario-ideológico", que propagara su combinación de políticas totalitarias y principios social-cristianos por todo el mundo.
Al ser un «grupo organizado de antisemitas», sus simpatías estaban con las Potencias del Eje. Fue uno más de una ola de partidos políticos menores de extrema derecha que surgieron en la década de 1940 en Irlanda, pero fracasaron en alcanzar un mayor éxito electoral.

## Historia
Fundado por Gearóid Ó Cuinneagáin en 1942, el partido no obtuvo ningún escaño en las elecciones generales de 1943 ni de 1944; sin embargo, en las elecciones locales de 1945, los candidatos de Aiséirghe obtuvieron 9 escaños (de 31 disponibles), con un total de 11.000 votos a favor. Tras una división interna a fines de 1945, la influencia de Aiséirghe se debilitó. Llevó a cabo su última reunión formal en 1958, aunque el periódico del partido siguió publicándose hasta principios de la década de 1970.

## Miembros y seguidores
Sus seguidores incluyeron a Ernest Blythe, Oliver Flanagan y James Joseph Walsh. Seán Treacy, el futuro Ceann Comhairle del Dáil Éireann, fue miembro del partido en los años 40, así como el novelista Brian Cleeve, el filósofo Terence Gray y el autor Breandán Ó hEithir. Si bien nunca fue un miembro del partido, Seán South estaba familiarizado con las publicaciones del grupo.